# Chromatomyia leptargyreae
Chromatomyia leptargyreae este o specie de muște din genul Chromatomyia, familia Agromyzidae, descrisă de Griffiths în anul 1976.
Este endemică în Alberta. Conform Catalogue of Life specia Chromatomyia leptargyreae nu are subspecii cunoscute.